# Karangkemiri (Wanadadi)
Karangkemiri is een bestuurslaag in het regentschap Banjarnegara van de provincie Midden-Java, Indonesië. Karangkemiri telt 2515 inwoners (volkstelling 2010).